# Haralamb Zincă
Haralamb Zincă, pseudonimul literar al lui Hary Isac Zilberman, (n. 4 iulie 1923, Roman – d. 24 decembrie 2008, București) a fost un autor de romane polițiste și cărți-document.

## Biografie
Fiul lui Iosif Sielberman și al Carolinei (n. Sielberman). Ucenic la București (1934 - 1940); bibliotecar la ARLUS (1945 - 1946), activist de partid (1946 - 1948) și sindical (1948 - 1950). Redactor-șef adjunct la revista „Tânărul scriitor“ și „Luceafărul“, redactor la „Viața Românească“, secretar responsabil de redacție la „Gazeta literară“ (1962 - 1966). Director al Casei Uniunii Scriitorilor din București, din 1967. 
Debut editorial cu nuvela „Primăvara“ (1950), imagine a triumfului noului prin eradicarea „vieții de huzur” a burgheziei. A publicat numeroase volume de povestiri („Un civil în tranșee“, 1959; „O invitație după miezul nopții“, 1967; „Crima de la 217“, 1970), nuvele („Cazul R-16“, 1953; „Urmele“, 1958; „Zefirul“, 1964; „Ordinul «Stejarul» în acțiune“, 1965; „Dragoste moartă“, 1975) și romane („Ultima toamnă“, 1958; „Dintre sute de catarge“, 1961; „Moartea vine pe bandă de magnetofon“, 1966; „Ochii doctorului King“, 1968; „Dispărut fără urmă“, 1973; „Limuzina neagră“, 1973; „Supersonicul 01 decolează în zori“, 1974; „Un glonte pentru rezident“, 1975; „Mapa cenușie G. R.“, 1977; „Glonțul de zahăr“, 1981; „O crimă aproape perfectă“, 1991; „Temerarul“, 1991; „Suspecta moarte a lui Mario Campanella“, 1991 etc.) 
A tradus din Vasili Nikolaevici Ajaev, Iuri Bondarev, K. Rukiah. Zincă și-a câștigat popularitatea cu proza poliștistă și de spionaj, în care combină problematica socială cu cea a creației, aventura fiind exemplificarea epică a ideii.
A decedat la 24 decembrie 2008 la București, după ce mulți ani a suferit de boala Alzheimer și a fost aproape uitat. Scriitorul a fost înmormântat la Cimitirul Evreiesc de lângă stația de metrou Eroii Revoluției.
Fiul său, Andrei (Abraham) Zincă, locuiește în SUA și e un cunoscut regizor de telenovele latino americane.

## Distincții
- Ordinul Muncii clasa a III-a (12 august 1959) „pentru activitate rodnică în dezvoltarea științei și culturii din Republica Populară Romînă”[3]
- Medalia „40 de ani de la înființarea Partidului Comunist din Romînia” (6 mai 1961) „pentru merite în activitatea de partid și întărirea regimului democrat-popular”[4]

## Cărți publicate

### Non-ficțiune
- Amintire (1956)
- Ultima toamnă (E.S.P.L.A., București, 1958)
- Popasuri... (E.S.P.L.A., București, 1959)
- Dintre sute de catarge (Ed. pentru Literatură, București, 1961)
- Un caz de dispariție : Anchete sociale (Ed. Cartea Românească, București, 1972)
- Eu, H.Z., aventurierul (Ed. Cartea Românească, București, 1979)
- Fiecare om cu clepsidra lui (Ed. Cartea Românească, București, 1988)

### Cărți-document
- Și a fost ora H (Ed. Militară, București, 1971)
- Ultima noapte de război, prima zi de pace (Ed. Militară, București, 1985)
- Revelion 45 (Ed. Militară, București, 1989)
- "Spion" prin arhive secrete (Ed. Garamond, București, 1993)
- Noiembrie însângerat (Ed. Fundației PRO, București, 2000)

### Spionaj: Pe urmele agentului B-39
- Soarele a murit în zori (Ed. Militară, București, 1976)
- Toamna cu frunze negre (Ed. Militară, București, 1978)
- Anotimpurile morții (Ed. Militară, București, 1980)
- Destinul căpitanului Iamandi (Ed. Militară, București, 1982)
- Operațiunea "Soare" (Ed. Militară, București, 1984)

### Cărți polițiste șide spionaj
- Cazul R-16 (Ed. Militară, București, 1961)
- Palma lui Hercules (Ed. Tineretului, București, 1963)
- Sfârșitul spionului Fantomă (Ed. Militară, București, 1963)
- Taina cavalerului de Dolenga (Ed. Militară, București, 1965)
- Moartea vine pe bandă de magnetofon (Ed. Militară, 1967; reeditată la Ed. Garamond, 1995) (Ecranizat în 1978 ca Un om în loden)
- Ceasurile sfântului Bartolomeu (Ed. Tineretului, București, 1967)
- Ochii doctorului King (Ed. Militară, București, 1968)
- O crimă aproape perfectă (Ed. Tineretului, București, 1969; reeditată la Ed. Cogito, 1991 și la Ed. ALL, 2000)
- Crima de la 217 (Ed. Militară, București, 1970)
- Dispărut fără urmă (Ed. Militară, Colecția Sfinx nr. 15, București, 1973)
- Un glonte pentru rezident (Ed. Militară, București, 1975)
- Mapa cenușie G.R. (Ed. Militară, București, 1977)
- Dragul meu Sherlock Holmes (Ed. Eminescu, București, 1977; reeditată la Ed. Cogito, 1993)
- Glonțul de zahăr (Ed. Militară, București, 1981)
- Dosarul aviatorului singuratic (Ed. Militară, Colecția Sfinx nr. 63, București, 1983)
- Noaptea cea mai lungă. Cartea I: Dincolo de întuneric  (Ed. Militară, București, 1986)
- Noaptea cea mai lungă. Cartea II: Marea confruntare (Ed. Militară, București, 1987)
- Coșciugul agentului K-05 (Ed. Odeon, București, 1991)
- Temerarul (Ed. Ion Creangă, București, 1991)
- Suspecta moarte a lui Mario Campanella (Ed. Quintus, București, 1991)
- Moartea m-a bătut pe umăr (Ed. Garamond, București, 1993)
- Interpolul transmite: arestați-l! (Ed. Garamond, București, 1993)
- Moarta mirosea a „Christian Dior” (Ed. Militară, Colecția Sfinx nr. 7 SN, București, 1997)
- Limuzina neagră. Editura Militara 1973

### Altele
- Urmele (Ed. Militară a Forțelor Armate ale R. P. R., București, 1953)
- Zefirul (Ed. Militară, București, 1964)
- Alerta în umbră (Ed. Tineretului, București, 1968)
- Supersonicul 01 decolează în zori (Ed. Militara, București, 1974)